# Westfield (wieś)
Westfield – wieś w Stanach Zjednoczonych, w stanie Nowy Jork, w hrabstwie Chautauqua.